# بیسکویت لوتوس
لوتوس یا اسپکولوس (به انگلیسی: Speculoos) یک بیسکویت است که در اصل در بلژیک از آرد گندم، شربت اینورت که از چغندر قند تهیه می‌شود و چربی و گاهی دارچین، توسط شرکت بلژیکی لوتوس بیکریز تولید می‌شود. اسپکولوس در قرن بیستم در اطراف منطقه ورویه به عنوان جایگزینی برای افرادی که توانایی خرید اسپکولاس هلندی را نداشتند، ساخته شد. اسپکولوس بلژیکی شامل ادویه‌های کمتری نسبت به اسپکولاس هلندی است، زیرا واردات ادویه‌ها به بلژیک بسیار گران‌تر از هلند بود.

## برندها
در اروپا، شرکت لوتوس شناخته شده‌ترین برند سازنده این بیسکویت است. این تولیدکننده بیسکویت‌ها را به صورت بسته‌بندی جداگانه برای صنعت پذیرایی عرضه می‌کرد. در ایالات متحده و انگلستان، همان شرکت با نام لوتوس بیسکوف، مخفف بیسکویت و کافی شناخته می‌شود.
در اکتبر ۲۰۲۰، شرکت لوتوس تصمیم گرفت کلمه «اسپکولوس» را از بازارهای محلی حذف کند تا محصولات خود را با نام تجاری بیسکوف (Biscoff) عرضه کند.